# 伊莎·蕾
約-伊莎·蕾·迪奧普（1985年1月12日—），被称为伊莎·蕾（Issa Rae），是美国女演员、作家、制片人和喜剧演员。  她最初因为她在YouTube网络系列Awkward Black Girl中的工作而受到关注。 自2011年以来，她继续开发她的YouTube频道，该频道以黑人创作的各种短片、网络系列和其他内容为特色。  
她作为HBO电视连续剧《不安感》（2016-2021 年）的联合创作者、联合编剧和明星获得了更广泛的认可，并因此获得了多项金球奖和黄金时段艾美奖的提名。  她2015年的回忆录《Awkward Black Girl》成为《纽约时报》畅销书。在2018年和2022年，她被列入年度時代百大人物。  
她还出演了故事片，在戏剧《致所有逝去的聲音》(2018)、奇幻喜剧《Little》(2019)、浪漫爱情《The Photo》(2020) 、浪漫喜剧《The Lovebirds》(2020) 、浪漫喜剧《美国小说》(2023) 中担任角色。她还在《蜘蛛人：穿越新宇宙》（2023）中潔西卡·德魯／女蜘蛛人配音。她也为短片《Hair Love》配音，该短片获得2020年奥斯卡最佳动画短片奖。 